# Materialwirtschaft
Die Materialwirtschaft oder Warenwirtschaft beschäftigt sich mit der Verwaltung sowie der zeitlichen, mengenmäßigen, qualitativen und eventuell auch räumlichen Planung und Steuerung der Materialbewegungen innerhalb eines Unternehmens und zwischen dem Unternehmen und seiner Umwelt. Sie koordiniert den Warenfluss zwischen Lieferanten, Kunden, Bedarfsträgern (zum Beispiel Produktion) und den Lagern. In produzierenden Unternehmen stellt sie die Versorgung der produzierenden Bereiche mit direkten Gütern wie Roh-, Hilfs- und Betriebsstoffen, Zulieferteilen und Halbfabrikaten sowie allgemein die Versorgung mit indirekten Gütern wie Büroartikeln, Ersatzteilen oder Serviceleistungen sicher.
Die Theorie der Materialwirtschaft ist ein Aufgabengebiet der Produktionswirtschaft und der Produktionslogistik.

## Ziele
- Sachziel: Sicherstellen, dass die benötigten Güter bereitgestellt werden, wenn sie benötigt werden (materielle Liquidität):
  - hinsichtlich der richtigen Art und Menge
  - der richtigen Produkte
  - in der benötigten (richtigen) Qualität
  - zum richtigen Zeitpunkt
  - am richtigen Ort
  - zum richtigen Preis
  - mit den richtigen Informationen
  - (die sogenannten sechs „R“ der Logistik, auch erweitert als sieben „R“)
- Formalziel: Aufdeckung und Nutzung von Einsparungspotentialen:
  - Abwägen zwischen den Kosten für die Bereitstellung der Güter (Lieferbereitschaftsgrad bzw. Servicegrad) und den Kosten für eine eventuell nicht vorhandene, aber benötigte Menge (Fehlmengenkosten/Fehlmenge). Diese Kosten gilt es zu optimieren.
  - Reduzierung des in den Lagerbeständen gebundenen Kapitals (Kapitalbindungskosten/Kapitalbindung) durch die Verringerung der Lagerbestände und der Vermeidung von Lagergütern:
- Sozialziel: Umweltschutz:
  - Der Umweltschutz ist im mehrfachen Sinne wichtig.
    - Einhaltung gesetzlicher Richtlinien und Vorschriften in Bezug auf Emissionen, Gebrauch und Entsorgung von verschiedensten Materialien und Gefahrstoffen
    - Realisierung von Kosteneinsparungspotentialen bei der Materialbeschaffung durch Recycling
    - Schaffung von Wettbewerbsvorteilen durch Imagepflege

## Funktionen
In Bezug auf den Materialfluss nimmt die Materialwirtschaft vielfältige Funktionen wahr. Da die Implementierung und Forschung im Bereich der integrierten Materialwirtschaft noch relativ neuartig ist, werden ihr in Literatur und Praxis, je nach Integrationsgrad, eine Palette an Funktionen aus dem Bereich der Beschaffung, Logistik und Produktion zugeschrieben.
| Beschaffung                                            | Bedarfsermittlung, Beschaffungsmarktforschung                          |
| Logistik                                               | Lagerung, Innerbetrieblicher Transport                                 |
| Produktion                                             | Verbrauchsermittlung, Recycling, Entsorgung                            |
| = integrierte Materialwirtschaft (Minimalansatz)       |                                                                        |
| plus Produktion                                        | Produktionsplanung (Fertigungssteuerung und Fertigungsprogrammplanung) |
| = erweitert integrierte Materialwirtschaft             |                                                                        |
| plus Logistik                                          | Distribution                                                           |
| = total integrierte Materialwirtschaft (Maximalansatz) |                                                                        |

## Objekte
Die Materialwirtschaft führt ihre Funktionen für folgende Objekte aus:
- Stoffe und Bauteile, die unmittelbar in das Produkt eingehen;
  - Rohstoffe, zum Beispiel Metalle, Wolle, Grundnahrungsmittel etc.
  - Hilfsstoffe, zum Beispiel Lötzinn, Zwirn etc.
  - Halbfabrikate, d. h. als Fertigteile vorproduzierte Komponenten zum Beispiel Einspritzpumpe, Autotüren etc.
- Materialien, die mittelbar in das Produkt einfließen;
  - Betriebsstoffe, zum Beispiel Maschinenöl
- Abfall- und Verschleißstoffe, die bei der Produktion anfallen und entsorgt oder recycelt werden müssen
  - zum Beispiel Verschnitt bei Metallblechen
- Kuppelprodukte, die insbesondere in der prozessorientierten Produktion anfallen können
  - diese können wertvoll sein oder auch kostenintensiv zu entsorgender Abfall
- Alle Produkte aus Eigenfertigung;
  - Fertigerzeugnisse
  - Ware in Arbeit; in Produktion befindliche Güter (unfertige Erzeugnisse).
- sowie zwecks Weiterverkauf erworbene Handelswaren
- Jegliche Arten von Ersatzteilen (für Betriebsmittel)
- Sowie auch immaterielle Güter wie Dienstleistungen
  - zum Beispiel Lager für Drucksachen und Büromaterial in einer Versicherung

## Funktionale Abgrenzung und Integration
Die Materialwirtschaft hat mit vielen Unternehmensbereichen vielfältige Überschneidungen und Schnittstellen zu anderen Funktionsbereichen. In der Praxis werden oft die Module von Enterprise-Resource-Planning-Systemen genutzt oder spezielle Warenwirtschaftssysteme eingesetzt, um zeitsparende Arbeitsabläufe zu gewährleisten.

### Logistik
Die wichtigste Überschneidung der Materialwirtschaft (als Teil der Unternehmenslogistik) ist jene mit der Logistik. Während sich die Logistik primär mit den Güter- und Informationsströmen eines Unternehmens in ihren Außenbeziehungen beschäftigt, hat die Materialwirtschaft ihre Fokussierung auf innerbetrieblichen Material- und Datenströmen. Je nach Entscheidungskompetenz der Materialwirtschaft umfasst sie unterschiedliche Aufgaben. So gehören die Beschaffung der benötigten Güter und deren Lagerhaltung zu ihren Aufgaben. Dies beinhaltet auch den innerbetrieblichen Transport und die Zwischenlagerung der Güter während des Produktionsprozesses. Genauso kann aber auch die Endlagerung von Fertigerzeugnissen beim Produzenten sowie das Recycling und die Abfallentsorgung zu ihren Aufgaben gehören, was durch die aktuelle Nachhaltigkeitsdiskussion immer mehr an Bedeutung gewinnt. In Abgrenzung zur Materialwirtschaft beschäftigt sich der Einkauf eher mit der strategischen Auswahl der Lieferanten und dem Aushandeln und Überprüfen der Konditionen.

### Finanzbuchhaltung
Die Bewertung der Materialbestände verbindet die Materialwirtschaft und Beschaffung mit der Finanzbuchhaltung und dem Controlling. Die Lagerbestände und Waren in Arbeit werden zum Materialpreis bewertet. Die Materialbewertung erfolgt mit dem Einstandspreis, dem GLD-Preis oder bei eigengefertigten Produkten mit dem kalkulierten Stückpreis. Die bewerteten Lagerbestände fließen unmittelbar in die entsprechenden Bilanzpositionen ein. Neben den korrekten Preisen sind deshalb auch die Bestandsmengen im Lager bilanzwirksam und müssen deshalb korrekt sein. Sind die dokumentierten Bestandsmengen aus irgendeinem Grund fraglich, muss mittels des aufwendigen und kostenintensiven Verfahrens einer Inventur die korrekte Bestandsmenge neu ermittelt werden.

### Controlling
Im Controlling ist der bewertete Materialverbrauch notwendig, um auf Fertigungsaufträgen die Preis- und Mengenabweichung zu ermitteln und um allfällige Feststellungen von Ausschuss zu bewerten.
Im Rahmen der Produktionskontrolle werden die Istkosten der Eigenfertigung von Halbfabrikaten und End-Erzeugnissen ermittelt.